# Принцеса Фіона
Принцеса Фіона (англ. Princess Fiona) — одна з головних персонажок франшизи DreamWorks Animation «Шрек». Була представлена як прекрасна принцеса, яка в результаті прокляття перетворюється щоночі в огра. Спочатку повинна була зруйнувати чари поцілунком принца, але замість цього познайомилася і закохалася в огра Шрека. Її історія і взаємини з іншими героями були детально описані в наступних фільмах; в «Шреку 2» вона знайомить Шрека з батьками; в «Шреку 3» стає матір'ю; в «Шреку назавжди», велика частина сюжету якого відбувається в альтернативній реальності, де Фіона і Шрек ніколи не зустрічалися, вона стала військовою.

## Озвучування

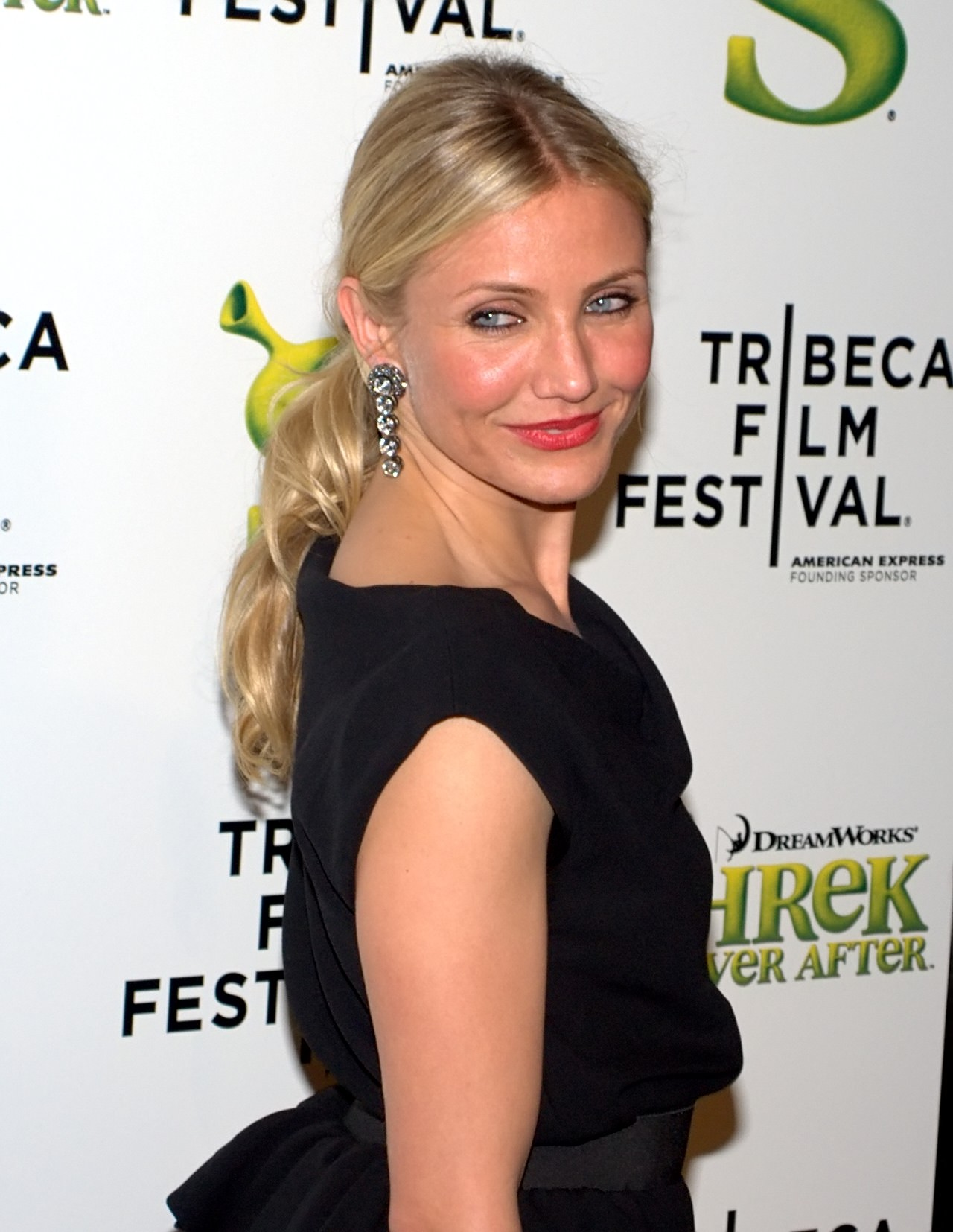
Кемерон Діас, голос Фіони

Роль Фіони озвучувала американська акторка Кемерон Діас, одна з трьох основних акторок франшизи. Діас озвучила Фіону у всіх чотирьох частинах франшизи протягом 10 років. Спочатку Фіону повинна була дублювати комедіантка і акторка Джанін Гарофало, але її звільнили з першого фільму, а на її місце прийшла Діас. Гарофало заявляла, що її відсторонили від проєкту без пояснення причин. Були припущення, що пошук нової акторки на роль Фіони був пов'язаний зі смертю коміка Кріса Фарлі, затвердженого на роль Шрека, який встиг записати більшість реплік, поки не помер під час виробництва мультфільму, потім його замінив актор Майк Маєрс. На думку кінооглядача Джима Гілла, спочатку творці фільму взяли Гарофало на роль Фіони, вважаючи, що сарказм акторки допоміг би врівноважити позитивний настрій Фарлі. Але в підсумку продюсери зрозуміли, що версія Фіони від Гарофало була надто похмурою і запропонували на роль Діас. Коли з'явилася позитивна версія Фіони, Шрек став більш песимістичним персонажем.

## Фільми
Вперше Фіона з'явилася у фільмі «Шрек». За сюжетом лорд Фаркуад вибирає своєю нареченою принцесу Фіону і готується одружитися з нею тільки для того, щоб стати королем Дюлока. Бажаючи повернути власність на своє болото, Шрек і Осел погоджуються врятувати Фіону з вежі, яку охороняє драконка, і доставити її Фаркуаду. Фіону зуміли врятувати, але вона була розчарована тим, що Шрек — огр, а не лицар, і стала холоднокровно до нього ставитися на шляху назад в Дюлок. Але, підслухавши слова Шрека про те, що над ним постійно знущаються через зовнішність, Фіона починає дружити з ним, а незабаром закохується. Одного вечора Осел дізнається, що Фіона знаходиться під чарами, через які вона щоночі перетворюється в огра, і хоче зруйнувати їх поцілунком Фаркуада перед настанням наступного заходу сонця. Коли наступного ранку Фіона нарешті вирішує розповісти Шреку правду, вона дізнається, що той уже викликав Фаркуада, щоб той забрав Фіону назад в Дюлок. Принцеса і огр розійшлися, Фіона повернулася в Дюлок разом з Фаркуадом, а Шрек повернувся на своє болото один. Незабаром Шрек і Осел переривають весільну церемонію Фіони і Фаркуада, на якій Шрек зізнається їй у коханні. До заходу сонця Фіона вперше перетворюється в людожерку на очах Шрека. Фаркуад погрожує замкнути її в башті. Однак Драконка, яка колись тримала Фіону в ув'язненні, з'їдає Фаркуада. Фіона нарешті зізнається у своїх почуттях Шреку і, поцілувавши його, перетворюється на справжнього огра; огри одружуються.
У «Шрек 2» Фіона і Шрек повертаються додому після медового місяця і дізнаються, що батьки Фіони запросили їх в Тридев'яте королівство. Шрек турбується, що не сподобається їм, але Фіона наполягає на поїздці. Під час зустрічі батьки Фіони, король Гарольд і королева Ліліан, дивуються, що їх дочка досі огр і одружилася з одним з них. Гарольд байдуже ставиться до свого нового зятя, напружуючи цим стосунки Фіони і Шрека. Нещасна Фіона випадково викликає свою Фею-хрещену, яка дізнається, що принцеса одружилася з кимось іншим, а не з її сином принцом Чармінгом, як було таємно обумовлено раніше. Фея-хрещена змовляється з Гарольдом вбити Шрека і обманом змусити Фіону закохатися в Чармінга. Коли Шрек пробує зілля, яке робить його і справжню любов прекрасними, Фіона на деякий час повертається в людську подобу. Шрек повинен поцілувати Фіону до настання півночі, інакше заклинання буде скасовано. Фея-хрещена обманом змушує Фіону повірити, що Чармінг — це Шрек в людській подобі. Фея-хрещена садить Шрека в тюрму і наполягає на тому, щоб Гарольд дав Фіоні зілля, яке змусить її закохатися в того, кого вона поцілує першим — Чармінга. Але побачивши, якою нещасною стала Фіона, король зриває план Феї-хресної. Шрек пропонує поцілувати Фіону, щоб назавжди залишитися людиною разом з нею, але Фіона наполягає на тому, що вважала за краще б провести вічність з огром, в якого закохалася і пошлюбила. Шрек і Фіона знову перетворюються на огрів.
У «Шреку 3» Фіона і Шрек беруть на себе роль діючих королеви і короля Тридев'ятого королівства, поки Гарольд хворий. Коли Гарольд вмирає, Шреку пропонують зайняти його трон, але той відмовляється. Вирішивши підібрати потрібного спадкоємця, Шрек має намір відшукати кузена Фіони, Артура Пендрагона, і умовити його зайняти престол. Перед від'їздом Фіона розповідає Шреку, що вагітна, змусивши його задуматися про татівство. У той час як Шрек, Осел і Кіт вирушили шукати Артура, Фіона залишається в Тридев'ятому королівстві, де її подруги Рапунцель, Білосніжка, Спляча красуня, Попелюшка і зведена сестра Доріс влаштовують вечірку на честь вагітності. Незабаром вечірку перериває принц Чармінг, який організував захоплення королівства, щоб оголосити себе королем. Замість того, щоб чекати порятунку, Фіона разом з принцесами влаштовує втечу з в'язниці. Втікши з підземелля, Фіона, Ліліан і інші принцеси організовують команду опору. Арті виголошує промову, щоб переконати лиходіїв стати хорошими. Фіона і Шрек повертаються на болото, де Фіона народжує трійню огрів — Феліцію, Фергуса і Фаркла.
У четвертій частині «Шрек назавжди» з'ясовується, що під час подій першого фільму батьки Фіони мало не позбулися королівства, майже підписавши у Румпельштільцхена договір, щоб повернути дочку. Незабаром план Румпельштільцхена провалився, коли Шрек врятував Фіону і одружився з нею. Під час дня народження своїх дітей Фіона свариться зі Шреком через те, що той втратив самовладання. Шрек підписує з Румпельштільцхеном договір, він на один день потрапляє в альтернативну реальність, де Румпельштільцхен править у Тридев'ятому королівстві. Фіона залишилася під чарами — людина вдень і огр вночі — і виявилася лідеркою руху опору огрів. Спочатку Шрек вірив, що його стосунки з Фіоною, як і раніше, існують. Зрештою Шрек зізнається їй, що Румпельштільцхен дійсно змінив реальність. Фіона, як і раніше, залишається сердечною і турботливою, але розчарованою в силі щирої любові, адже її ніколи не рятували з вежі. Фіона закохується в Шрека знову. Огри з руху опору вирішуються покінчити з тиранією Румпельштільцхена раз і назавжди. Їм вдається його перемогти, а Фіона цілує Шрека, щоб розірвати магічний договір. Після порятунку Шрек повертається на день народження своїх дітей.

## Феміністичний аналіз
Ряд медіа вважають Фіону феміністичною іконою. Після свого дебюту Фіона була відзначена більшістю критиків «як радикально новий погляд на міф про принцесу». «В індустрії, де персонажки так часто зображувалися як другорядні, визначені їх красою… Фіона — всебічна персонажка, яка представляє еклектичну суміш рис, які представляють справжніх жінок», залишаючись жіночною, але сильною.